# Hans Ladner

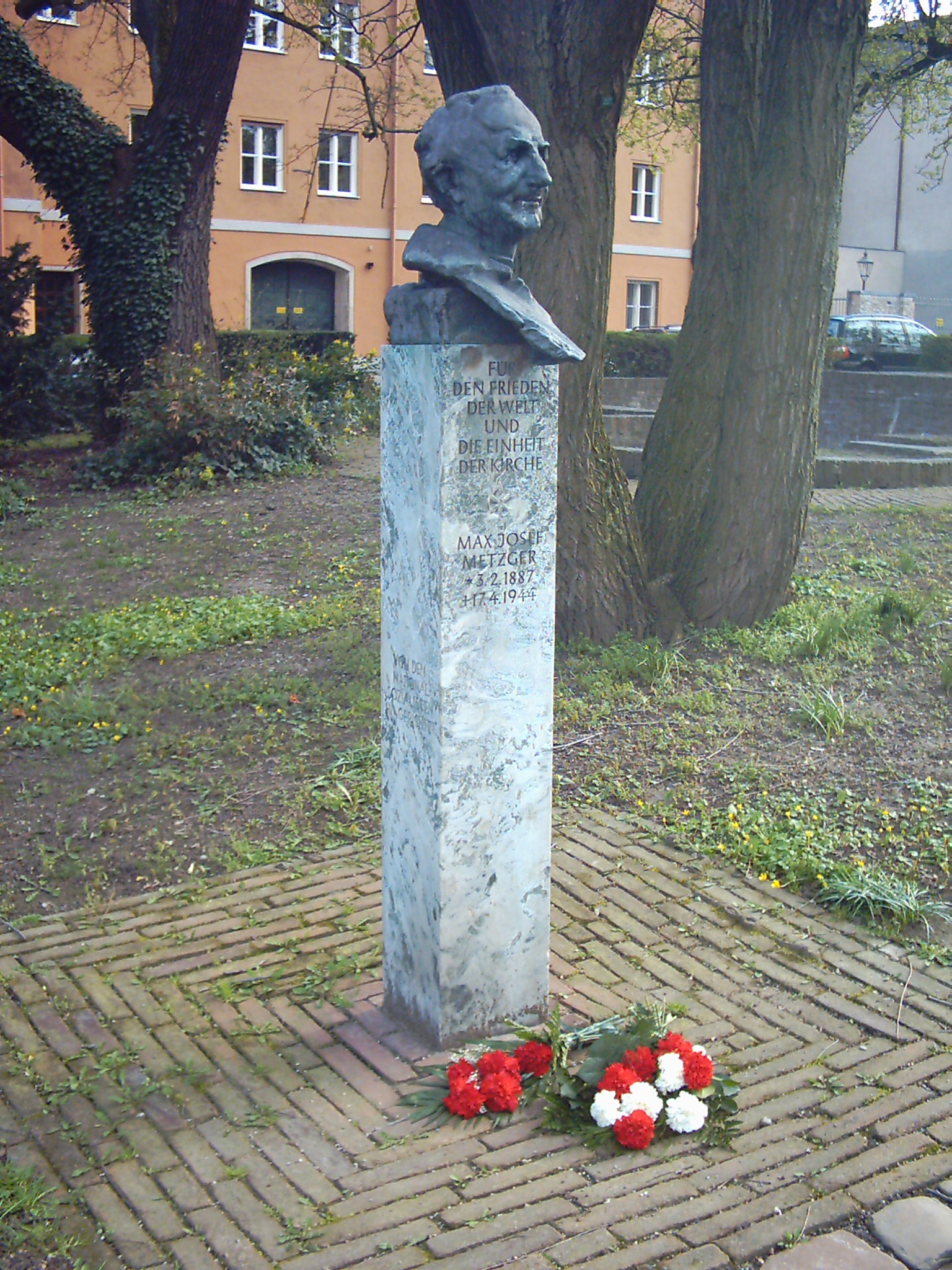
Büste von Max Josef Metzger, Augsburg, 1973

Hans (Johann) Ladner (* 23. August 1930 in Zams; † 12. August 2001 in München) war ein in München lebender österreichischer Bildhauer.

## Leben
Hans Ladner studierte zwischen 1950 und 1957 an der Akademie der Bildenden Künste München Bildhauerei bei Josef Henselmann. 1968 übernahm er dort kommissarisch die Leitung einer Bildhauerklasse, nachdem er von 1957 bis 1968 als freischaffender Bildhauer in München gearbeitet hatte. Er erhielt 1975 einen Lehrstuhl als ordentlicher Professor für Bildhauerei. Von 1982 bis 1985 unter Rudolf Seitz und von 1988 bis 1991 unter Wieland Schmied war er auch Vizepräsident der Akademie. 1995 wurde er emeritiert und gleichzeitig zum Ehrenmitglied der Akademie ernannt. Kurz darauf erkrankte Ladner schwer und verstarb 2001. Er wurde auf dem Friedhof an der Winthirkirche in München, Neuhausen, beerdigt.
Ladner fertigte vor allem Skulpturen, Brunnen, Porträtbüsten, Torsi und sakrale Plastiken.
Er war mit der Enkelin des Münchener Malers Ernst Liebermann verheiratet.

## Werke (Auswahl)

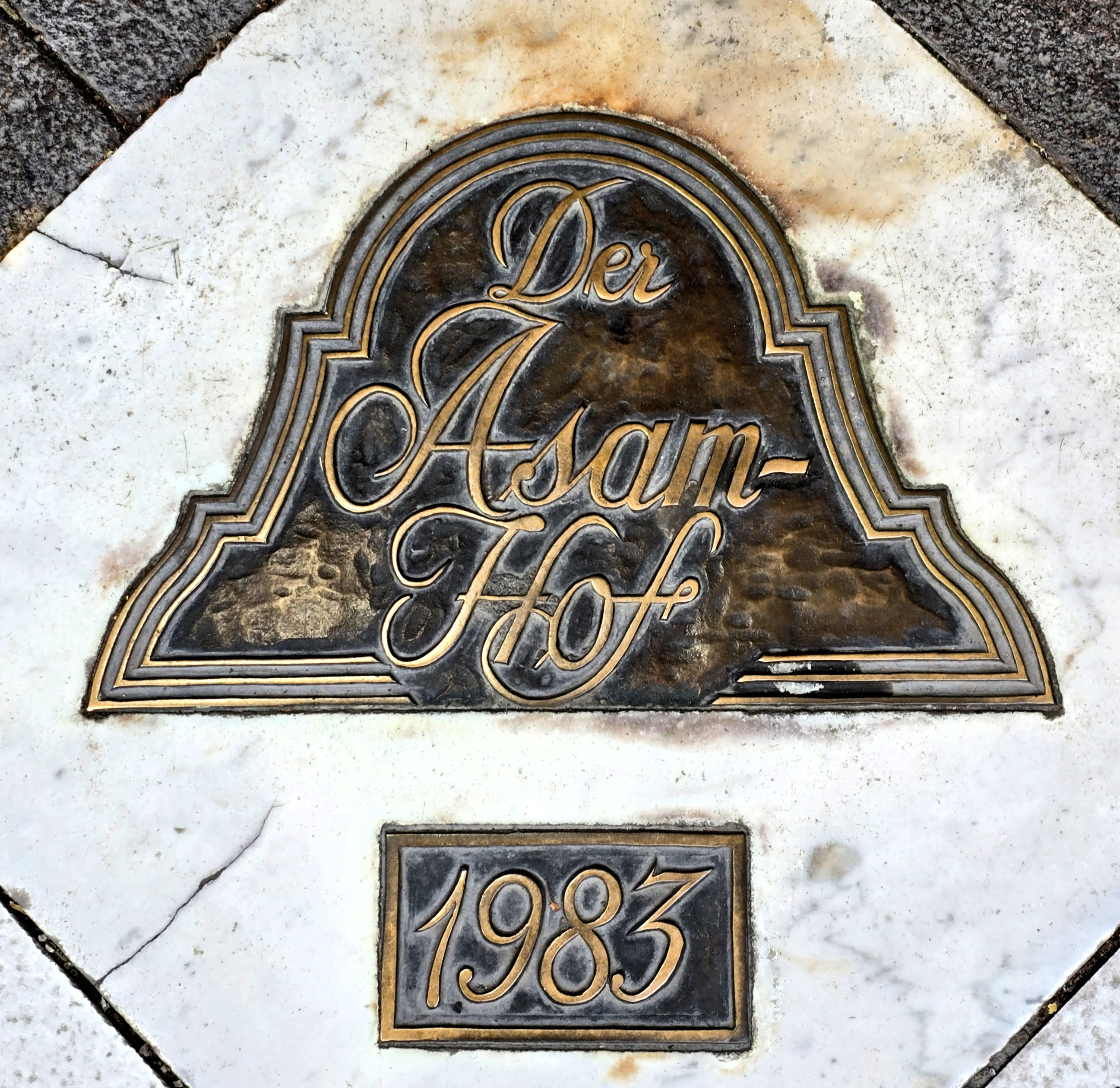
Bodenplatte zum Brunnen im Asamhof in der Sendlinger Straße

- 1960: Kreuzwegreliefs und Tischaltar in der Pfarrkirche Neu-Arzl in Neu-Arzl in Innsbruck

- 1973: Büste von Max Josef Metzger (Max-Josef-Metzger-Stele), Domvorplatz, Augsburg[2]
- 1974: 14 Kreuzwegstationen, Bronzeplatten in Stein gefasst, Treppenweg zur Marienkirche, Dorfen
- 1977: Stahlplastik vor der Deutschen Bank, Ungererstraße, München
- 1984: Denkmal für Johann Michael Sailer, Dillingen an der Donau[3]
- 1990: Kruzifixus in St. Stephan, München-Sendling
- 1991: Zaubergeigenbrunnen in Donauwörth (zur Erinnerung an den Komponisten Werner Egk)
- Jacques-Offenbach-Porträt, Staatstheater am Gärtnerplatz